# Chen Tao (astronome)
Ne doit pas être confondu avec Chen Tao.
Chen Tao, en chinois : 陈韬, né en 1981, est un astronome amateur chinois, résident à Suzhou, dans la province de Jiangsu.
Le Centre des planètes mineures le crédite de la découverte de trois astéroïdes, toutes effectuées en 2009, en partie avec la collaboration de Yuan-Sheng Tsai.
Il a entre autres découvert dix comètes sur les images de la sonde SOHO et co-découvert la comète non périodique C/2008 C1 (Chen-Gao) avec la collaboration de Gao Xing, pour laquelle lui a été délivré le prix Edgar-Wilson.
L'astéroïde (19873) Chentao lui a été dédié.
| (257248) Chouchiehlun | 20 mars 2009 |
| (316020) Linshuhow    | 21 mars 2009 |
| (362177) Anji         | 21 mars 2009 |